# Rax (Gemeinde Jennersdorf)

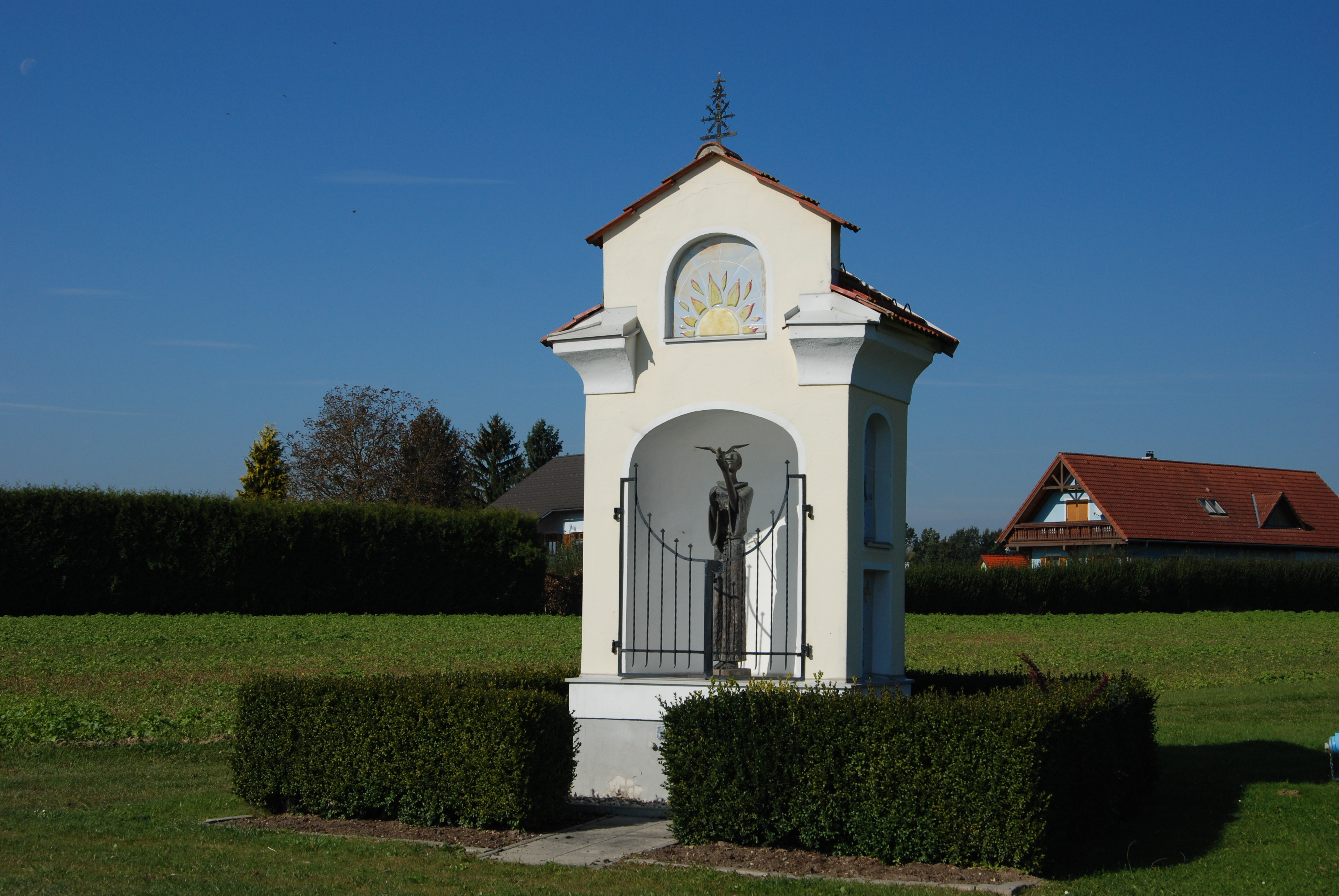
Der Franziskus-Bildstock ist eines von zwei denkmalgeschützten Objekten in Rax

Rax (ungarisch Raks) ist eine von vier Katastralgemeinden der Stadt Jennersdorf im gleichnamigen Bezirk in südlichen Burgenland in Österreich. Der Ort besteht aus den Ortsteilen Rax-Dorf und Rax-Bergen.
Der Ort hat eine Fläche von 9,47 Quadratkilometern. Mit Stand 1. Jänner 2024 zählte die Ortschaft 610 Einwohner. Ortsvorsteher ist Josef Kropf.

## Geografie
Rax liegt etwa zwei Kilometer östlich von Jennersdorf und ist ein typisches Straßendorf. Der Ort Rax-Bergen liegt auf einer Anhöhe etwa drei Kilometer nördlich von Rax. Im Osten grenzt Rax an Weichselbaum und Maria Bild, im Süden an Neumarkt an der Raab und im Norden an die Katastralgemeinde Henndorf im Burgenland.
Der Ort wird vom Raxbach durchzogen, der in Rax-Bergen seinen Ursprung hat und im Süden in die Raab mündet. Die Raab bildet auch die Grenze zum Ort Neumarkt an der Raab.

## Geschichte
Der Raum der Katastralgemeinde Rax war schon zu früher Zeit besiedelt. Die Bestätigung dafür sind die zahlreichen römischen Hügelgräber, die unter Denkmalschutz stehen.
Bis 1921 gehörte Rax wie das gesamte Burgenland zum Königreich Ungarn. Nach Ende des Ersten Weltkriegs wurde Deutsch-Westungarn aufgrund der Verträge von St. Germain und Trianon 1919 Österreich zugesprochen.
Bis 1971 war Rax eine eigenständige Gemeinde. Im Zuge der burgenländischen Gemeindereform wurde Rax, gemeinsam mit Grieselstein und Henndorf, in die Stadtgemeinde Jennersdorf eingegliedert.

## Verkehr
Der Ortsteil Rax-Dorf wird von der Mogersdorfer Landesstraße L116, die beim Kreisverkehr in Jennersdorf von der Güssinger Straße B57 abzweigt und zur Gleisdorfer Straße B65 in Heiligenkreuz im Lafnitztal führt, durchzogen.
Durch den Ortsteil Rax-Bergen führt die Landesstraße 146, die in Unter-Henndorf bei der Abzweigung Hobischberg abzweigt und nach Maria Bild führt.
Im Zusammenhang mit der Umfahrung Jennersdorf wird seitens der Abgeordneten zum Burgenländischen Landtags Ewald Schnecker (SPÖ) und Helmut Sampt (ÖVP) auch eine Umfahrung von Rax für die Mogersdorfer Landesstraße gefordert. Die Baukosten für das zwei Kilometer lange Teilstück Rax werden mit sechs bis acht Millionen Euro geschätzt. Seitens des Landes Burgenland wurde ein Planungsauftrag ausgeschrieben (Stand 2014).
Für den Personen-Nahverkehr steht die Postbuslinie 487 Fürstenfeld–Jennersdorf zur Verfügung.
Durch das Gebiet von Rax-Dorf führt die Eisenbahnstrecke der Steirischen Ostbahn, die jedoch keinen Bahnhof oder Haltestelle in der Katastralgemeinde hat.

## Sehenswürdigkeiten
- Römische Hügelgräber – Das Gebiet „Birich“ zählt zu den größten Hügelgräberfeldern des Burgenlandes. Der antike Friedhof stammt aus dem 1. und 2. Jahrhundert. Er wurde 1873 entdeckt, wobei sich in allen Gräbern Keramikstücke fanden, in einigen sogar zur Gänze erhaltene Henkelkrüge und Dreifußschalen mit Deckel. Die Hügelgräber und deren Umfeld stehen unter Denkmalschutz. Die Hügelgräber sind über einen Rund-Wanderpfad erreichbar.[9]
- Franziskus-Bildstock – Dieser befindet sich etwa 100 Meter nach dem Jennersdorfer Kreisverkehr linksseitig der Mogersdorfer Landesstraße (L116) und steht unter Denkmalschutz (Listeneintrag).
- Oleanderdorf – Das Oleanderdorf ist ein neues Projekt der Burgenländischen Dorferneuerung, der Stadtgemeinde Jennersdorf und des Vereins Oleander Haus. Das Projekt wurde am 13. Mai 2014 nach zweijähriger Vorbereitung von der Burgenländischen Landesregierung beschlossen und wurde im Rahmen des Leaderprogramms vom Europäischen Landwirtschaftsfond für die Entwicklung des ländlichen Raumes gefördert.[10] Dabei wurden 500 Oleander-Pflanzen in 167 Trögen gepflanzt und auf der Hauptstraße verteilt.[11]

## Vereine
- Freiwillige Feuerwehr Rax-Dorf – Die Wehr wurde 1923 gegründet und umfasst 27 Aktive und 3 Reservisten. Kommandant ist Gerhard Roposa.[12] Die FF Rax Dorf präsentierte 2010 den ersten erotischen Feuerwehrkalender unter dem Motto „Feuer bei der Wehr“.[13]
- Freiwillige Feuerwehr Rax-Berg – Die Wehr wurde 1924 gegründet und umfasst 29 Aktive, 11 Jugendliche und 4 Reservisten. Kommandant ist Karl Kloiber.[12] Nachdem das alte Feuerwehrhaus zu klein wurde und den heutigen Standards nicht mehr entsprach, vor allem aber wegen der schlechten Bausubstanz, wurde ein neues Feuerwehrhaus errichtet, das als multifunktionales Gebäude auch als Wahllokal und dem Verschönerungsverein, dem Wanderverein und der Wassergenossenschaft dient. Dieses wurde nach nur einjähriger Bauzeit am 19. Mai 2012 gesegnet und feierlich eröffnet. Die Baukosten für das Gebäude, das mit modernster Technik wie Erdwärmeheizung, LED-Beleuchtung und Photovoltaikanlage ausgestattet ist, betrugen rund 400.000 Euro. Gleichzeitig mit dem neuen Feuerwehrhaus wurde in Rax-Bergen ein neues Ortszentrum geschaffen, für das Kommandant Karl Kloiber eine Marmorbrunnenskulptur spendete.[14][15]
- Wanderverein „Turbomäuse“ Rax Bergen – Der Verein unter Obmann Johann Feutl bietet nicht nur geführte Wanderungen an, sondern hat auch mit „Rund um Rax-Bergen“ und der „Stadtrunde Jennersdorf“ zwei permanente Wanderwege (Streckenlänge jeweils zehn Kilometer) geschaffen.[16] Beide Wanderwege führen an den römischen Hügelgräbern vorbei.[17]
- Verein für Oleanderfreunde – Der Verein ist ein Teilprojekt des Verschönerungsvereins Jennersdorf und wird von Obmann Wilhelm Hufnagl geleitet.[18] Dem Verein obliegt die Umsetzung und Betreuung des Projekts Oleanderdorf Rax (siehe Sehenswürdigkeiten). Jährlicher Höhepunkt ist das Oleanderfest, das im August stattfindet.[19]

## Persönlichkeiten
- Erwin Reisner – Der 1946 in New York als Sohn von burgenländischen Auswanderern geborene Künstler kehrte 1957 mit seinen Eltern in die burgenländische Heimat Jennersdorf zurück. Der in Rax-Bergen wohnhafte Künstler besuchte die Akademie der bildenden Künste Wien, wo er bei Gustav Hessing sein Studium absolvierte. Er war Mitorganisator und Aussteller in mehreren Kunst-Symposien im In- und Ausland. Seit 1980 beschäftigt er sich mit Fotografie, Objekten und Installationen. 1969 erhielt er für seine Leistungen die Goldene Fügermedaille. 1989 wurde er mit dem Theodor Kery Stiftungspreis für Malerei-Objekt-Fotografie-Installation ausgezeichnet. Der Schwerpunkt seiner Arbeit liegt im Bereich der Ölmalerei. In zahlreichen Ausstellungen präsentierte er seine Werke.[20][21]